# April (album)
April (Pickering Sessies, Deel 2) is een studioalbum uit 2009 van de Nederlandse band BLØF.
In het voorjaar van 2008 vertrokken de bandleden naar Ierland om in Pickering House nieuwe nummers op te nemen. Dat leverde twee albums op.
Deel een van het tweeluik heet "Oktober" en kwam op 3 oktober uit. Het tweede deel, "April", verscheen op 2 april 2009. De week nadat het album was uitgebracht kwam het op nummer 1 in de Album Top 100 terecht en bleef 2 weken de lijst aanvoeren. Het album behaalde de platina status in Nederland.

## Nummers
1. Aan iedereen die wacht (5:00)
2. Als dit alles over is (3:38)
3. Omdat het anders wordt (5:18)
4. Midzomernacht (3:29)
5. Overgave (5:44)
6. Blijf zoals nu (4:34)
7. Wapenbroeders (4:16)
8. Dagen zonder namen (1:52)
9. Je gelijk is geen geluk (3:42)
10. Misschien tot morgen (4:39)
11. Eilanden 2 (5:39)
12. Gelukkig (3:21)
13. Vandaag (Bonustrack) (3:27)

### Singles
| Single met eventuele hitnotering(en) in de Nederlandse Top 40 | Datum van verschijnen | Datum van binnenkomst | Hoogste positie | Aantal weken | Opmerkingen |
| ------------------------------------------------------------- | --------------------- | --------------------- | --------------- | ------------ | ----------- |
| Vandaag                                                       | 20-03-2009            | 21-03-2009            | 7               | 10           | Alarmschijf |
| Midzomernacht                                                 | 2009                  | 04-07-2009            | 22              | 5            |             |

## Hitnotering
| "April" in de Nederlandse Album Top 100 Hitnotering (week 1 t/m 29): 11-04-2009 t/m 24-10-2009 Hitnotering (week 30 t/m 35): 07-11-2009 t/m 12-12-2009 | "April" in de Nederlandse Album Top 100 Hitnotering (week 1 t/m 29): 11-04-2009 t/m 24-10-2009 Hitnotering (week 30 t/m 35): 07-11-2009 t/m 12-12-2009 | "April" in de Nederlandse Album Top 100 Hitnotering (week 1 t/m 29): 11-04-2009 t/m 24-10-2009 Hitnotering (week 30 t/m 35): 07-11-2009 t/m 12-12-2009 | "April" in de Nederlandse Album Top 100 Hitnotering (week 1 t/m 29): 11-04-2009 t/m 24-10-2009 Hitnotering (week 30 t/m 35): 07-11-2009 t/m 12-12-2009 | "April" in de Nederlandse Album Top 100 Hitnotering (week 1 t/m 29): 11-04-2009 t/m 24-10-2009 Hitnotering (week 30 t/m 35): 07-11-2009 t/m 12-12-2009 | "April" in de Nederlandse Album Top 100 Hitnotering (week 1 t/m 29): 11-04-2009 t/m 24-10-2009 Hitnotering (week 30 t/m 35): 07-11-2009 t/m 12-12-2009 | "April" in de Nederlandse Album Top 100 Hitnotering (week 1 t/m 29): 11-04-2009 t/m 24-10-2009 Hitnotering (week 30 t/m 35): 07-11-2009 t/m 12-12-2009 | "April" in de Nederlandse Album Top 100 Hitnotering (week 1 t/m 29): 11-04-2009 t/m 24-10-2009 Hitnotering (week 30 t/m 35): 07-11-2009 t/m 12-12-2009 | "April" in de Nederlandse Album Top 100 Hitnotering (week 1 t/m 29): 11-04-2009 t/m 24-10-2009 Hitnotering (week 30 t/m 35): 07-11-2009 t/m 12-12-2009 | "April" in de Nederlandse Album Top 100 Hitnotering (week 1 t/m 29): 11-04-2009 t/m 24-10-2009 Hitnotering (week 30 t/m 35): 07-11-2009 t/m 12-12-2009 | "April" in de Nederlandse Album Top 100 Hitnotering (week 1 t/m 29): 11-04-2009 t/m 24-10-2009 Hitnotering (week 30 t/m 35): 07-11-2009 t/m 12-12-2009 | "April" in de Nederlandse Album Top 100 Hitnotering (week 1 t/m 29): 11-04-2009 t/m 24-10-2009 Hitnotering (week 30 t/m 35): 07-11-2009 t/m 12-12-2009 | "April" in de Nederlandse Album Top 100 Hitnotering (week 1 t/m 29): 11-04-2009 t/m 24-10-2009 Hitnotering (week 30 t/m 35): 07-11-2009 t/m 12-12-2009 | "April" in de Nederlandse Album Top 100 Hitnotering (week 1 t/m 29): 11-04-2009 t/m 24-10-2009 Hitnotering (week 30 t/m 35): 07-11-2009 t/m 12-12-2009 | "April" in de Nederlandse Album Top 100 Hitnotering (week 1 t/m 29): 11-04-2009 t/m 24-10-2009 Hitnotering (week 30 t/m 35): 07-11-2009 t/m 12-12-2009 | "April" in de Nederlandse Album Top 100 Hitnotering (week 1 t/m 29): 11-04-2009 t/m 24-10-2009 Hitnotering (week 30 t/m 35): 07-11-2009 t/m 12-12-2009 | "April" in de Nederlandse Album Top 100 Hitnotering (week 1 t/m 29): 11-04-2009 t/m 24-10-2009 Hitnotering (week 30 t/m 35): 07-11-2009 t/m 12-12-2009 | "April" in de Nederlandse Album Top 100 Hitnotering (week 1 t/m 29): 11-04-2009 t/m 24-10-2009 Hitnotering (week 30 t/m 35): 07-11-2009 t/m 12-12-2009 | "April" in de Nederlandse Album Top 100 Hitnotering (week 1 t/m 29): 11-04-2009 t/m 24-10-2009 Hitnotering (week 30 t/m 35): 07-11-2009 t/m 12-12-2009 | "April" in de Nederlandse Album Top 100 Hitnotering (week 1 t/m 29): 11-04-2009 t/m 24-10-2009 Hitnotering (week 30 t/m 35): 07-11-2009 t/m 12-12-2009 |
| Week | 1 | 2 | 3 | 4 | 5 | 6 | 7 | 8 | 9 | 10 | 11 | 12 | 13 | 14 | 15 | 16 | 17 | 18 | 19 |
| --- | --- | --- | --- | --- | --- | --- | --- | --- | --- | --- | --- | --- | --- | --- | --- | --- | --- | --- | --- |
| Nummer | 1 | 1 | 3 | 5 | 8 | 11 | 17 | 22 | 14 | 34 | 29 | 18 | 20 | 19 | 23 | 24 | 33 | 34 | 37 |
| Week | 20 | 21 | 22 | 23 | 24 | 25 | 26 | 27 | 28 | 29 | | 30 | 31 | 32 | 33 | 34 | 35 | | |
| Nummer | 35 | 51 | 39 | 61 | 73 | 69 | 32 | 63 | 74 | 77 | uit | 90 | 82 | 91 | 91 | 79 | 87 | uit | |

Bandleden:

Paskal Jakobsen · Peter Slager · Bas Kennis · Norman Bonink (voormalig: Henk Tjoonk, Chris Götte)

Discografie: